# Éder Militão
Éder Gabriel Militão (Sertãozinho, 1998. január 18. –) brazil válogatott labdarúgó, a Real Madrid játékosa. Posztját tekintve középhátvéd, de jobbhátvédként és védekező középpályásként is bevethető. 2019. március 14-én hivatalossá vált, hogy a Real Madrid szerződtette, a szerződés július elsejétől vált érvényessé és 2025-ig szól, melyet 2024. január 23-án további három évvel 2028-ig meghosszabbított a klubbal.

## Pályafutása

### Klubcsapatokban

#### São Paulo FC
Militão 2010-ben igazolt a São Paulo akadémiájára. 2016. július 3-án kezdőként mutatkozott be az első csapatban a Copa Paulistában. A mérkőzés 83. percében sárga lapot kapott, végül a mérkőzést az Ituano csapata 2–1-re nyerte meg.
2017. május 14-én a mutatkozott be a brazil bajnokságban a Cruzeiro csapata elleni 1–0-ra elveszített mérkőzésen. A szezonban huszonkét mérkőzésen lépett pályára, és végül a 13. helyen végeztek a tabellán. Szeptember 18-án megszerezte az első gólját a CA Juventus ellen 2–1-re megnyert találkozón. 
November 12-én a Vasco da Gama elleni 1–1-es döntetlenre végződő mérkőzés 83. percében kiállították.

#### Porto
2018. augusztus 7-én 5 évre szerződtette a portugál bajnok FC Porto együttese. Szeptember 2-án kezdőként mutatkozott be új csapatában. A hazai pályán 3–0-ra megnyert találkozón gólpasszal segítette csapatát. November 28-án a Bajnokok Ligájában a FC Schalke 04 csapata elleni 3–1-re megnyert hazai találkozón megszerezte az első gólját a sorozatban.
2019. január 3-án az Aves ellen megnyert mérkőzésen megszerezte első gólját a bajnokságban is.

#### Real Madrid
2019. március 14-én hivatalossá vált, hogy a Real Madrid hat évre szerződtette a brazil játékost. A Porto együttese 50 millió eurót, a São Paulo együttese pedig 4 millió eurót kapott az átigazolás összegéből. A bajnokságban szeptember 14-én a Levante elleni 3–2-re hazai győzelem alkalmával Sergio Ramos cseréjeként debütált, a mérkőzés utolsó félórájaban kapott lehetőséget. 2019-20-as szezonban 15-ször lépett pályára a bajnokság, melyet klubja megnyert végül.
Militão első gólját új csapatában 2021. január 20-án a Spanyol kupa 32. fordulójában a harmadosztályú CD Alcoyano csapata elleni mérkőzésen, honfitársa Marcelo keresztfejes passza után szerezte meg, de csapata váratlanul 2–1-re kikapott.
Első gólját a bajnokságban 2021. május 1-jén az Osasuna ellen 2–0-ra megnyert mérkőzésen szerezte meg.

### A válogatottban

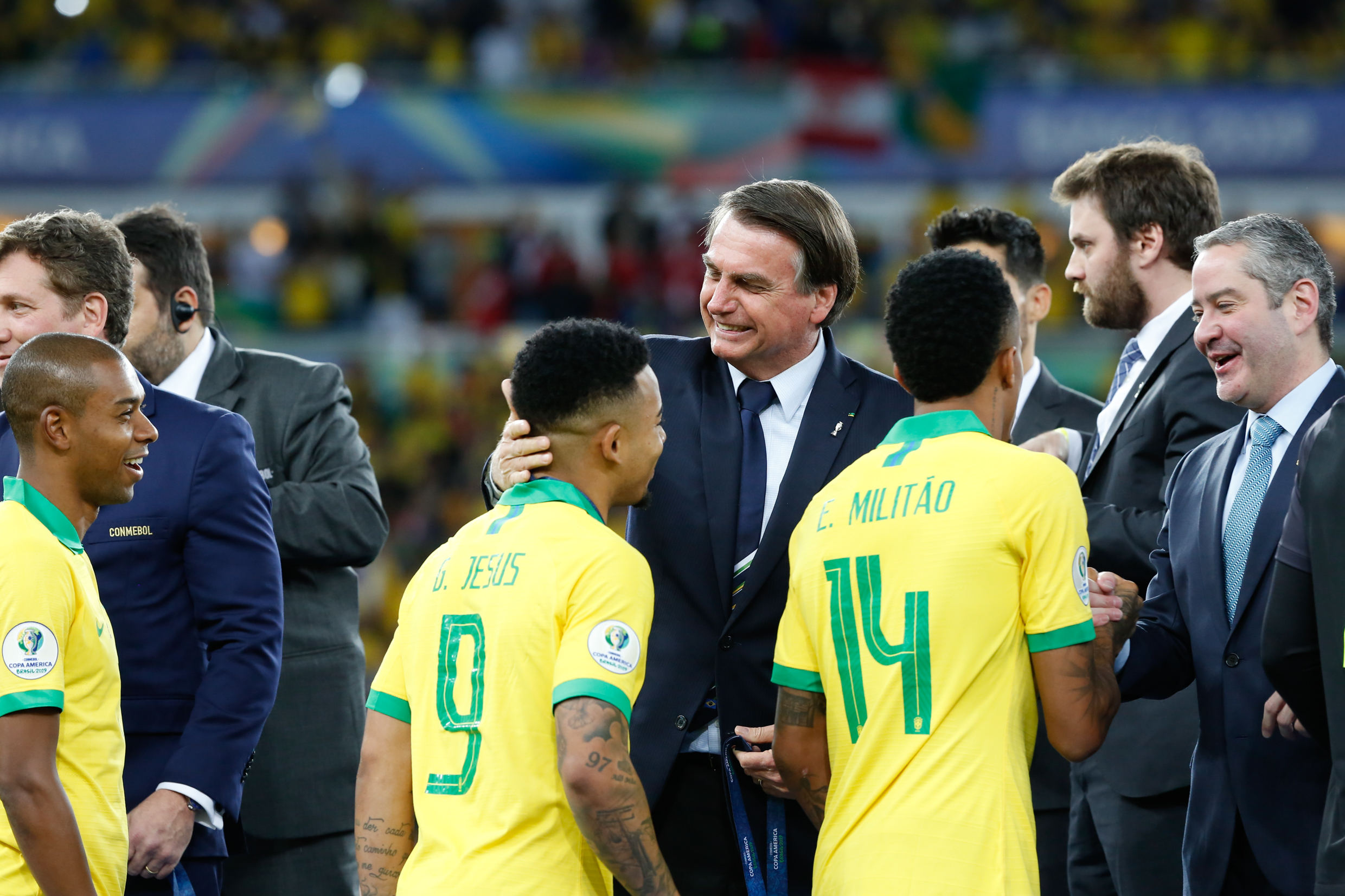
Militão (14) kezet fog Jair Bolsonaro brazil elnökkel és Alejandro Domínguezzel a Dél-amerikai Labdarúgó-szövetség (CONMEBOL) elnökével miután megnyerte a 2019-es Copa Américat a Brazil válogatottal.

2018 szeptemberében Tite szövetségi kapitánytól behívót kapott a felnőtt brazil válogatott keretébe az Egyesült Államok és a Salvador elleni barátságos mérkőzésekre a sérült Fagner helyére. Nyolc nappal később a salvadori FedExField stadionban kezdőként lépett pályára, és végigjátszotta az 5–0-ra megnyert találkozót Salvador ellen. 2019 májusában újra behívót kapott a brazil válogatottba a hazai rendezésű Copa América mérkőzéseire. 2019. július 7-én a Maracanã Stadionban megrendezett Copa América döntőjén, a Peru elleni mérkőzés 77. percében Philippe Coutinho cseréjeként mutatkozott be a válogatottban, melyet csapata 3–1-re megnyert.
2021. június 9-én nevezték a brazil válogatottba a hazai rendezésű Copa América mérkőzéseire. Június 27-én a csoportkörben Ecuador elleni mérkőzés 37. percében megszerezte első gólját a felnőtt válogatottban, a mérkőzés 1–1-es döntetlennel ért végett.

## Sikerei, díjai

### Klub
Real Madrid
- Spanyol bajnok: 2019–20, 2021–22
- Király-kupa: 2022–23
- Spanyol szuperkupa: 2019–20, 2021–22
- Bajnokok ligája: 2021–22, 2023-24
- UEFA-szuperkupa: 2022
- Klubvilágbajnokság: 2022

### Válogatottban
Brazília
- Copa América: 2019

- Superclásico de las Américas:2018

### Egyéni
- Primeira Liga – A hónap védője: 2018 szeptember, 2018 október/november, 2018 december, 2019 január [25][26][27][28]
- Az év Prime Liga csapata: 2018–19
- Primeira Liga Player Fair-Play díj:2018–2019
- A szezon La Liga csapata: 2021–22, 2022–23
- A szezon ESM csapata : 2022–2023

## Statisztika

### Klubcsapatokban
Legutóbb frissítve: 2023. augusztus 12-én.
| Klub           | Szezon         | Bajnokság      | Bajnokság | Bajnokság | Állami Bajnokság | Állami Bajnokság | Országos kupa | Országos kupa | Ligakupa | Ligakupa | Nemzetközi kupa | Nemzetközi kupa | Egyéb | Egyéb | Összesen | Összesen |
| Klub           | Szezon         | Bajnokság      | Mérk.     | Gól       | Mérk.            | Gól              | Mérk.         | Gól           | Mérk.    | Gól      | Mérk.           | Gól             | Mérk. | Gól   | Mérk.    | Gól      |
| -------------- | -------------- | -------------- | --------- | --------- | ---------------- | ---------------- | ------------- | ------------- | -------- | -------- | --------------- | --------------- | ----- | ----- | -------- | -------- |
| São Paulo      | 2017           | Série A        | 22        | 2         | 0                | 0                | —             | —             | —        | —        | —               | —               | —     | —     | 22       | 2        |
| São Paulo      | 2018           | Série A        | 13        | 1         | 14               | 2                | 6             | 1             | —        | —        | 2               | 0               | —     | —     | 35       | 2        |
| São Paulo      | Összesen       | Összesen       | 35        | 3         | 14               | 2                | 6             | 1             | 0        | 0        | 2               | 0               | 0     | 0     | 57       | 4        |
| Porto          | 2018–19        | Primeira Liga  | 29        | 3         | —                | —                | 6             | 0             | 3        | 0        | 9               | 2               | 0     | 0     | 47       | 5        |
| Real Madrid    | 2019–20        | La Liga        | 15        | 0         | —                | —                | 2             | 0             | —        | —        | 3               | 0               | 0     | 0     | 20       | 0        |
| Real Madrid    | 2020–21        | La Liga        | 14        | 1         | —                | —                | 1             | 1             | —        | —        | 6               | 0               | 0     | 0     | 21       | 2        |
| Real Madrid    | 2021–22        | La Liga        | 34        | 1         | —                | —                | 2             | 1             | —        | —        | 12              | 0               | 2     | 0     | 50       | 2        |
| Real Madrid    | 2022–23        | La Liga        | 33        | 5         | —                | —                | 6             | 1             | —        | —        | 9               | 1               | 3     | 0     | 51       | 7        |
| Real Madrid    | 2023–24        | La Liga        | 1         | 0         | —                | —                | 0             | 0             | —        | —        | 0               | 0               | 0     | 0     | 1        | 0        |
| Összesen       | Összesen       | Összesen       | 97        | 7         | 0                | 0                | 11            | 3             | 0        | 0        | 30              | 1               | 5     | 0     | 143      | 11       |
| Teljes karrier | Teljes karrier | Teljes karrier | 161       | 13        | 14               | 2                | 23            | 4             | 3        | 0        | 41              | 3               | 5     | 0     | 247      | 20       |

1. ↑  Pályára lépései a brazil kupán és a portugál kupán is.
2. ↑  Pályára lépései a portugál ligakupán is.
3. ↑  Pályára lépései a Campeonato Paulistán.
4. ↑  Pályára lépései a Copa Sudamericanan.
5. 1 2 3 4 5  Pályára lépései a Bajnokok ligájában
6. ↑  Pályára lépései a  spanyol szuperkupán
7. ↑  Kettő pályára lépése a Spanyol szuperkupán, egy pályára lépése az  európai szuperkupán

### A válogatottban
Legutóbb 2023. június 20-án lett frissítve.
| 2018     | 1  | 0 |
| 2019     | 7  | 0 |
| 2020     | 0  | 0 |
| 2021     | 11 | 1 |
| 2022     | 8  | 0 |
| 2023     | 3  | 1 |
| Összesen | 30 | 2 |

### Góljai a válogatottban
| # | Dátum            | Helyszín                                           | Pályára lépés száma | Ellenfél | Gól | Végeredmény | Verseny              | jegyzet |
| - | ---------------- | -------------------------------------------------- | ------------------- | -------- | --- | ----------- | -------------------- | ------- |
| 1 | 2021. június 27. | Estádio Olímpico Pedro Ludovico, Goiânia, Brazília | 13                  | Ecuador  | 1–0 | 1–1         | 2021-es Copa América | [ 30 ]  |
| 2 | 2023. június 17. | Stage Front Stadion, Barcelona, Spanyolország      | 29                  | Guinea   | 3–1 | 4–1         | barátságos           | [ 31 ]  |